# The CW Television Network
A The CW (teljes nevén: The CW Television Network) egy amerikai televíziótársaság, melyet a CBS Corporation és a Warner Bros. Entertainment hozott létre 2006-ban. Az együttműködés keretében a két tulajdonos cég egyesítette a The WB Television Network és a UPN televíziótársaságokat. A csatorna 2006. szeptember 18-án kezdte meg működését az Amerikai Egyesült Államokban. 2022-ben a cég 75%-át a Nexstar Media Group vállalat vásárolta meg; a Paramount Global (a CBS Corp. utódja) és a Warner Bros. Discovery (a Warner Bros. utódja) birtokolja a cég 12,5-12,5%-át.

## Története

### 1995–2006: Elődök és megalakulás
A The WB és UPN televíziócsatornák egy hét különbséggel indultak 1995 januárjában. Ekkorra az 1989-ben indult Fox csatorna már megvetette a lábát az amerikai nézőközönségben. A két csatorna indulása mérsékelt érdeklődést mutatott, és a következő 11 évben is csak közepes, vagy gyenge nézettséget értek el. Ennek ellenére több népszerű sorozatot indítottak el, mint például a Buffy, a vámpírok réme, a Star Trek: Voyager, Dawson és a haverok, Bűbájos boszorkák. A két csatorna működésük alatt 2 milliárd dollár veszteséget halmoztak fel. A CBS és a Time Warner vezetői 2006. január 24-én jelentették be a UPN és a WB bezárást, és a The CW Television Network megalakítását. Az új csatorna a CBS és a Warner kezdőbetűiből kapta a nevét.
2006-os indulásakor a társaság műsorán a The WB és a UPN korábbi sorozatai szerepeltek, mint például a Magyarországon is ismert Hetedik mennyország, Szívek szállodája, Smallville és az Odaát.

### 2006-2011: Kezdeti nehézségek
Annak ellenére, hogy a WB és a UPN legnépszerűbb műsorait folytatta, és néhány új, közepes sikert hozó sorozatot is indított, a csatorna küzdött a közönség megszerzéséért az első öt év során.
A 2008–09-es és a 2009–10-es szezonban induló sorozataival már nagyobb szerencséje volt a CW-nek, a Gossip Girl – A pletykafészek, a 90210 és a Vámpírnaplók) nagyobb sikert arattak a közönségben, és gyakran foglalták el a szóbeszédet. A CBS Corporation és a Time Warner vezetői is hangsúlyozták elköteleződésüket a csatorna mellett..
A 2014-15-ös szezonban érte el legjobb nézettségét, esetenként negyedik helyen végzett az ABC, NBC, CBS klasszikus trió mögött, megelőzve a negyedik legnagyobb országos földi sugárzású televíziótársaságot, a Fox-ot. Ilyen nézettség elérésére se a WB, se a UPN nem volt képes korábban.

## Lefedettség
A The CW tizenegy saját tulajdonú csatornát üzemeltet, és további 147 helyi televízió csatornával áll szerződésben, ezzel az Egyesült Államok területének 96%-án fogható.
A The CW saját tulajdonú és üzemeltetésű földfelszíni sugárzású televízió csatornái:
- KBCW – San Francisco (Kalifornia)
- KMAX – Sacramento (Kalifornia)
- KSTW – Seattle (Washington)
- WGNT – Portsmouth (Virginia)
- WKBD – Detroit (Michigan)
- WLWC – New Bedford (Massachusetts), Providence (Rhode Island)
- WPCW – Pittsburgh (Pennsylvania)
- WPSG – Philadelphia (Pennsylvania)
- WTOG – Tampa (Florida)
- WTVX – West Palm Beach (Florida)
- WUPA – Atlanta (Georgia)

## A The CW Magyarországon is ismert sorozatai
- Szívek szállodája
- Odaát
- Gossip Girl – A pletykafészek
- Veronica Mars
- Tuti gimi
- Topmodell leszek!
- Hetedik mennyország
- Carrie naplója
- Szívek doktora
- Nikita
- 90210
- Az uralkodónő
- A visszatérők
- Riverdale
- A kiválasztottak
- A hírnökök
- Szeplőtelen Jane
- A szépség és a szörnyeteg

### Vámpírnaplók Univerzum
- Vámpírnaplók
- The Originals – A sötétség kora
- Legacies – A sötétség öröksége

### DC Univerzum
- Smallville
- iZombie
- A zöld íjász
- Flash – A Villám
- Supergirl
- A holnap legendái
- Fekete Villám
- Batwoman
- Superman és Lois
- Stargirl

## Külső hivatkozások
- A The CW hivatalos honlapja